# Manfred Ruoff
Manfred Ruoff (* 9. April 1935; † 2004) war ein deutscher Fußballspieler. Der Stürmer lief für die TSG Ulm 1846 in 133 Spielen in der seinerzeit erstklassigen Oberliga Süd auf, dabei erzielte er 56 Tore.

## Sportlicher Werdegang
Ruoff rückte als Teenager in die Erstligamannschaft der TSG Ulm 1846 auf, verpasste mit ihr aber im Sommer 1953 den Klassenerhalt in der Oberliga Süd. In der Folge trat er mit dem Klub in der II. Division an, dort gelang 1958 als Vizemeister der Südstaffel hinter dem SV Waldhof Mannheim der Wiederaufstieg in die Erstklassigkeit. Mit neun Toren in der Spielzeit 1958/59 trug er zum Klassenerhalt der Mannschaft um Helmut Zatopek und Siegfried Kronenbitter mit zwei Punkten Vorsprung auf den Regionalrivalen BC Augsburg bei, in den folgenden beiden Spielzeiten traf er mit jeweils zwölf Toren sogar zweistellig in der Oberliga. Dennoch stieg die Mannschaft 1961 erneut ab, schaffte aber dieses Mal den direkten Wiederaufstieg. In der abschließenden Spielzeit der Oberliga vor Einführung der Bundesliga belegte er mit der Mannschaft den achten Tabellenplatz, dabei hatte er in 30 Saisonspielen zwanzig Tore erzielt.
Zur Regionalliga-Spielzeit 1963/64 wechselte Ruoff zum Ligakonkurrenten Stuttgarter Kickers, für den er in seiner ersten Spielzeit elf Tore in der neuen zweithöchsten Spielklasse erzielte. Dennoch platzierte sich der Klub als Tabellen-14. sechs Ränge hinter seiner vormaligen Spielstation. In der folgenden Saison erzielte er fünf Tore in zwölf Spielen für die Schwaben, ehe er seine aktive Laufbahn beendete.
Hauptberuflich war Ruoff als Bankkaufmann tätig gewesen.